# رولاند فان د رایسه
رولاند فان د رایسه (انگلیسی: Roland Van De Rijse؛ زادهٔ ۲ اوت ۱۹۴۲) دوچرخه‌سوار اهل بلژیک است.